# Premio TV - Premio regia televisiva 1989
La ventinovesima edizione del Premio Regia Televisiva, condotta da Daniele Piombi, si svolse a Giardini-Naxos nel giugno del 1989 e fu trasmessa il 1º luglio su Raiuno.

## Premi

### Trasmissione televisiva dell'anno
- La piovra (Raiuno)

### Miglior regia
- Luigi Perelli per La piovra 4 (Raiuno)

### Migliori trasmissioni
- Inchieste, attualità e servizi giornalistici: Alla ricerca dell'Arca (Raitre)
- Trasmissioni e servizi sportivi: La domenica sportiva (Raiuno)
- Rubriche e programmi culturali: Quark e Il mondo di Quark (Raiuno)
- Trasmissioni del mattino: Unomattina (Raiuno)
- Fascia meridiana: Magazine 3 (Raitre)
- Appuntamenti pomeridiani: Va' pensiero (Raitre)
- Preserali: Complimenti per la trasmissione (Raitre)
- Talk show: Maurizio Costanzo Show (Canale 5)
- Giochi e quiz: Telemike (Canale 5)
- TV dei ragazzi: Big! (Raiuno)

### Personaggio televisivo dell'anno
- Piero Chiambretti

### Personaggio rivelazione dell'anno
- Piero Chiambretti

### Premi speciali
- Agenzia matrimoniale (Canale 5)
- Domenica in (Raiuno)
- Emilio (Italia Uno)
- Via Teulada 66 (Raiuno)

## Altri premi
- Riconoscimento nel settore rivista, varietà e musica leggera: Pier Francesco Pingitore per Biberon (Raiuno) e Cocco! (Raidue)
- Premi speciali assegnati dall'Aicret, l'Ente dello spettacolo e la Rivista del cinematografo: Piero Badaloni, Carlo Fuscagni, Luciano Rispoli
- Premi TV giovani '89 delle edizioni Leti: Big!, Black and Blue, Candid Camera Show, International DOC Club, Notte Rock, La TV delle ragazze